# William Lower
William Lower (ur. 1570 w Kornwalii, zm. 12 kwietnia 1615) – angielski astronom i członek parlamentu.

## Życiorys
Studiował w Exeter College w Oksfordzie, a później ożenił się z Penelopą Perrot i zamieszkał w południowo-zachodniej Walii. Miał trzech synów i jedną córkę.
W roku 1607 obserwował Kometę Halleya i dokonał wielu dokładnych pomiarów, które przekazał Thomasowi Harriotowi, dzięki czemu ustalono, że ta kometa poruszała się po zakrzywionym torze. Lower zasugerował również, że orbita komety jest zgodna z prawami Keplera.
Lower również obserwował przez teleskop Księżyc i zauważył, że jego powierzchnia jest nieregularna.